# Frank Wilcoxon
Frank Wilcoxon (* 2. September 1892 in County Cork, Irland; † 18. November 1965 in Tallahassee, Florida) war ein amerikanischer Chemiker, der sich insbesondere mit der Entwicklung von Methoden zur statistischen Analyse wissenschaftlicher Daten beschäftigte. Er wurde bekannt durch zwei neue statistische Tests, die nach ihm benannt wurden.

## Leben
Frank Wilcoxon wurde 1892 als Sohn amerikanischer Eltern in Irland geboren und wuchs in der Kleinstadt Catskill in Greene County im US-Bundesstaat New York auf. Er absolvierte ein Studium am Pennsylvania Military College, das er 1917 mit einem B.Sc.-Abschluss beendete. Vier Jahre später erwarb er einen M.Sc.-Abschluss in Chemie an der Rutgers University, 1924 promovierte er an der Cornell University in physikalischer Chemie.
Von 1925 bis 1941 war er am Boyce Thompson Institute for Plant Research forschend tätig. Anschließend wechselte er für kurze Zeit zur Atlas Powder Company, bevor er ab 1943 für die Firma American Cyanamid arbeitete und sich mit der statistischen Analyse wissenschaftlicher Daten beschäftigte. Die wichtigste seiner rund 70 Veröffentlichungen erschien 1945 unter dem Titel Individual Comparisons by Ranking Methods in der Zeitschrift Biometrics Bulletin. Er beschrieb darin zwei neue statistische Tests, die als Wilcoxon-Rangsummentest und Wilcoxon-Vorzeichen-Rang-Test bekannt wurden und bis in die Gegenwart zu den am häufigsten verwendeten nichtparametrischen Tests zum Vergleich von zwei Stichproben gehören.
Im Jahr 1957 zog er sich im Alter von 65 Jahren aus der Firma zurück und war auf Teilzeitbasis als Berater für das Boyce Thompson Institute sowie als Dozent an der Abteilung für Statistik der Florida State University tätig. Er starb acht Jahre später in Tallahassee an den Folgen eines Herzinfarktes.

## Veröffentlichungen (Auswahl)
- mit R. A. Wilcox: Some rapid approximate statistical procedures. Lederle laboratories, Pearl River, New York 1964.